# La Tele (Ecuador)
La Tele (estilizado como latele) es un canal de televisión abierta ecuatoriano que inició sus transmisiones el 11 de abril de 2011 en reemplazo del canal Red TV (Ecuador), Su programación es dedicado al entretenimiento familiar, es propiedad de Albavisión, mediante la empresa Indetel con vínculos a la empresa operadora del Canal 7 de Guatemala, junto con sus canales hermanos RTS y TVC.

## Historia
El origen del Canal surgió por el lanzamiento de dos canales de televisión locales: Costavisión (de Guayaquil) y Andivisión (de Quito). 

### Costavisión (1997 - 2004)
Comenzó sus emisiones el día 1 de enero de 1997 con el nombre de Costavisión, a través del cable básico TV Cable. Era propiedad de la emisora radial Costa, que cubría una buena parte de la Provincia de Guayas, e incluso en la entonces cantón Santa Elena. Su programación era dominado a series y videos musicales, e incluso se podía ver a través de la televisión. Un año después, expandió su señal por la Región Interandina, y a ver del éxito del también extinto TV Patín, comenzaría a emitir seriados extranjeros (de su mayoría en la estadounidense NBC) e incluso compraría derechos del catálogo de Hanna-Barbera, de manera independiente. 
En 1999, y debido al duro polémico del cierre de TV Patín, la emisora radial Costa anunció la venta de Costavisión por motivos económicos y porque no era tan viable, por lo que el canal sería comprado por el Grupo OTEL (propietarios de RTS) y Canal 5 ORTEL (hoy El Comercio TV) de la cual serían parte del grupo de medios televisivos Albavisión.

### Fusión entre dos canales y transformación de Kanal 38 (2004 - 2006)
Costavisión y Andivisión no se podían quedar estáticos, por lo que se fusionaron y rebautizó el nombre de Kanal 38, hasta que el 30 de marzo de 2006 nos amparó y se transformó en Red TV (Ecuador).

### Rebautizo a Red TV Ecuador (2006 - 2011)
El canal se transforma en la imagen poderosa a Red TV Ecuador (su logo era igual que la variante de Chile), respecto por un óvalo en posición horizontal de color amarillo con el contorno azul y en medio la palabra RED escrita con azul, este se veía la filial chilena, para la filial ecuatoriana su logo hubo diferencias como: en la esquina debajo de la letra "D" agregaba un círculo blanco con las siglas "TV" escritas en azul y debajo de la palabra RED decía ECUADOR también escrita con azul.

### Llegada de La Tele (2011 - presente)
Red TV no tuvo lo suficiente que la idea era de avanzar con la señal a más partes del territorio, ahora en señal abierta Canal 11,  después de casi cinco años al aire, el nuevo sello que empezó a marcarse desde el 11 de abril de 2011 en todo el Ecuador llamado ahora La Tele, desde que se lanzó el canal hasta la actualidad, cuya programación se basa en entretenimiento con programas animados y de acción real desde las 6:00 hasta las 0:00 horas, aunque a veces vuelven después de emitirse de los antecesores canales o que fueron emitidos en otros canales ya existentes (incluso de su canal hermano RTS), pero a menor diferencia que la filial peruana con el mismo nombre que es La Tele (propiedad del Grupo ATV, y de Albavisión). Hoy en día el canal se encuentra en  pocas cableoperadoras y no llegan a transmitir en casi pocos lugares (que sean fuera de Guayaquil y Quito) que no reciben su señal tanto UHF, VHF como en TDT y/o disponibilidad en cableoperadores de televisión satelital, pero pronto se resolverá para llegar a la mayor cobertura nacional.

## Eslóganes
- 2006-2011 (Era de Red TV Ecuador) ¡Te Atrapa!
- 2011-presente (Era de La Tele) Tu Mundo